# Johnjamborita
La johnjamborita és un mineral de la classe dels sulfurs que pertany nom al grup de la sartorita.

## Característiques
La johnjamborita és una sulfosal de fórmula química Pb₁₄Sb₈.₅As₇.₅S₃₈. Va ser aprovada com a espècie vàlida per l'Associació Mineralògica Internacional en el mes de febrer de l'any 2025, i encara resta pendent de publicació. Cristal·litza en el sistema triclínic.
Les mostres que van servir per a determinar l'espècie, el que es coneix com a material tipus, es troben conservades a les col·leccions mineralògiques del Museu Canadenc de la Natura, al Quebec (Canadà), amb el número de catàleg: CMNMC 92311, i al departament mineralògic-petrogràfic del Museu d'Història Natural de Viena (Àustria), amb el número de catàleg: O 3114.

## Formació i jaciments
Va ser descoberta a Madoc, una localitat del comtat de Hastings, a Ontàrio (Canadà), sent aquest indret l'únic de tot el planeta on ha estat descrita aquesta espècie mineral.